# Prêmio Ray Bradbury
O Prêmio Ray Bradbury (em inglês Ray Bradbury Award, nome completo "Ray Bradbury Award for Outstanding Dramatic Presentation") é apresentada pela Science Fiction and Fantasy Writers of America reconhecido pela excelência no roteiro. Originalmente apresentado em 1992 e dado para o trabalho específico, o prêmio não foi apresentado anualmente e estava adormecido desde 2001 até 2008, quando foi apresentado por um corpo de trabalho em vez de um trabalho individual.
Começando com o prêmio de 2009, o Prêmio Nebula de melhor roteiro foi eliminado e o Prêmio Bradbury dado em seu lugar. Embora não mais uma Nebula, o prêmio será entregue na cerimônia do Prêmio Nebula e obedecerá às regras e procedimentos da Nebula.

## Prêmio
Nomeado em honra de Ray Bradbury, o prêmio físico foi projetado por Vincent Villafranca. A estatueta de bronze fundida com as referências de Bradbury The Martian Chronicles, enquanto o tipo de bola do IBM Selectric usado para a cabeça da figura é indicativo da preferência declarada da Bradbury para usar uma máquina de escrever da  IBM Selectric.

## Vencedores e outros nomeados
| Ano  | Vencedor                                                                                 | Outros nomeados |  |
| ---- | ---------------------------------------------------------------------------------------- | --- |  |
| 1992 | Terminator 2: Judgment Day por James Cameron (escritor/diretor)                          | |  |
| 1999 | Babylon 5 por J. Michael Straczynski (criador)                                           | |  |
| 2001 | 2000X e Harlan Ellison (criadores)                                                       | |  |
| 2008 | Joss Whedon (prêmio carreira)                                                            | |  |
| 2009 | District 9 por Neill Blomkamp (escritor/diretor) e Terri Tatchell (escritor)             | - Star Trek, por J. J. Abrams (diretor), Roberto Orci e Alex Kurtzman (escritores) - Avatar por James Cameron (escritor/diretor) - Moon pot Duncan Jones (escritor/director) e Nathan Parker (escritor) - Up por Pete Docter (escritor/director), Bob Peterson e Thomas McCarthy (escritores) - Coraline por Henry Selick (escritor/diretor) |  |
| 2010 | Inception por Christopher Nolan (escritor/diretor)                                       | - Despicable Me por Pierre Coffin, Chris Renaud (diretores), Cinco Paul, Ken Daurio e Sergio Pablos (escritores) - Doctor Who: "Vincent and the Doctor" por Jonny Campbell (diretor) e Richard Curtis (escritor) - How To Train Your Dragon por Dean DeBlois, Chris Sanders (escritores/diretores) e William Davies (escritor) - Scott Pilgrim vs. the World by Edgar Wright (escritor/diretor) e Michael Bacall (escritor) - Toy Story 3 por Lee Unkrich (escritor/diretor), Michael Arndt, John Lasseter e Andrew Stanton (escritores)   |  |
| 2011 | Doctor Who: "The Doctor's Wife" por Richard Clark (diretor) e Neil Gaiman (escritor)     | - The Adjustment Bureau por George Nolfi (escritor/diretor) - Attack the Block por Joe Cornish (escritor/diretor) - Captain America: The First Avenger por Joe Johnston (diretor), Christopher Markus e Stephen McFeely (escritor) - Hugo por Martin Scorsese (diretor) e John Logan (escritor) - Midnight in Paris por Woody Allen (escritor/dirctor) - Source Code por Duncan Jones (director) e Ben Ripley (escritor) |  |
| 2012 | Beasts of the Southern Wild por Benh Zeitlin (escritor/diretor) e Lucy Alibar (escritor) | - The Avengers por Joss Whedon (escritor/diretor) e Zak Penn (escritor) - The Cabin in the Woods por Drew Goddard (escritor/diretor) e Joss Whedon (escritor) - The Hunger Games por Gary Ross (escritor/diretor), Suzanne Collins e Billy Ray (escritores) - John Carter por Andrew Stanton (escritor/diretor), Mark Andrews e Michael Chabon (escritores) - Looper por Rian Johnson (escritor/diretor) |  |
| 2013 | Gravidade por Alfonso Cuarón (diretor/escritor) e Jonás Cuarón, (escritor)               | - Doctor Who: "The Day of the Doctor" por Nick Hurran (diretor) e Steven Moffat (escritor) - Europa Report por Sebastián Cordero (diretor) e Philip Gelatt (escritor) - Her por Spike Jonze (diretor/escritor) - The Hunger Games: Catching Fire por Francis Lawrence (diretor), Simon Beaufoy & Michael deBruyn (escritores) - Pacific Rim por Guillermo del Toro (diretor/escritor), Travis Beacham & Guillermo del Toro (escritores) |  |
| 2014 | Guardians of the Galaxy por James Gunn (escritor/diretor) e Nicole Perlman (escritor)    | - Birdman or (The Unexpected Virtue of Ignorance) por Alejandro G. Iñárritu (escritor/diretor) e Nicolás Giacobone, Alexander Dinelaris, Jr. & Armando Bó (escritores) - Captain America: The Winter Soldier por Christopher Markus and Stephen McFeely (escritores) - Edge of Tomorrow por Christopher McQuarrie e Jez Butterworth e John-Henry Butterworth (escritores) - Interestelar por Jonathan Nolan (escritor) e Christopher Nolan (escritor/diretor) - The Lego Movie por Phil Lord and Christopher Miller (escritores/diretores) |  |